# Santa Fe du Nouveau-Mexique
Pour les articles homonymes, voir Santa Fe.
1598–1821
Entités précédentes :
- Nouvelle-Espagne

Entités suivantes :
- Mexique (1821)
- Territoire du Nouveau-Mexique (1848)

Santa Fe du Nouveau-Mexique (en espagnol : Santa Fe de Nuevo México, appelé aussi simplement Nuevo México ou Nuevo Méjico) était une province de la colonie espagnole de Nouvelle-Espagne, devenu territoire du Mexique lors de l'indépendance de celui-ci en 1821. Ce territoire de la province de Santa Fe de Nuevo México englobait ceux formant alors le haut bassin du Rio Grande et sa capitale était situé à Santa Fe. Il devint territoire américain après la Guerre américano-mexicaine (1846-1848) et est aujourd'hui réparti entre le Nouveau-Mexique et le Texas.

## Histoire
En 1595, Juan de Oñate avait reçu l'ordre du roi d'Espagne Philippe II de coloniser les rives septentrionales du fleuve Río Grande, qui avait déjà été exploré auparavant par Francisco Vásquez de Coronado en 1540. L'objectif de cette expédition était de diffuser la foi catholique et d'établir de nouvelles missions pour convertir les Amérindiens.
Le 13 août 1680, une révolte d'amérindiens Pueblos, aidés par les Apaches, éclata, expulsant l'occupant espagnol pendant douze années. Les Amérindiens exigeaient la fin de la présence espagnole et la libération de tous les esclaves de Nouvelle-Espagne. Le gouverneur doit même abandonner Santa Fe et se réfugier à El Paso. Le territoire fut reconquis en 1692, par les troupes commandées par Diego de Vargas qui fit exécuter en représailles 470 Amérindiens dans la capitale, tandis que les femmes et les enfants furent réduits en esclavage. De Vargas devint le nouveau gouverneur de la province, qui fut placée sous le contrôle de la direct de Mexico. Lors de l'indépendance du Mexique, en 1821, elle devint un territoire de la nouvelle nation.
L'ensemble du territoire fut cédé aux États-Unis, tout comme le territoire voisin de Haute-Californie (Alta California), lors de la signature du  traité de Guadalupe Hidalgo le 2 février 1848, mettant fin à la Guerre américano-mexicaine et le territoire fut aussitôt démantelé. Ainsi, les terres situés à l'est d'une ligne formée par le cours de Rio Grande, puis par le 107e méridien au nord sa source, furent intégrées à l'État du Texas qui les revendiquait depuis son indépendance. Celles situés à l'ouest de cette ligne constituant une part importante de ce qui fut appelé de la Cession mexicaine, vaste territoire américain alors non organisé.  Aujourd'hui, elle constitue le Nouveau-Mexique.